# میرزا هادی‌خان دبیر رسایل لاهیجی
میرزا هادی خان دبیر رسایل لاهیجی نماینده لاهیجان و لنگرود در دوره اول مجلس شورای ملی بود.
میرزا هادی خان دبیر رسایل لاهیجی از خاندان معروف صفاری و عموزاده امین دیوان لاهیجی بود و در تشکیلات مالیه ایران در دوره قاجار صاحب نام بود. او در نخستین دوره مجلس شورای ملی که پس از صدور فرمان مشروطیت تشکیل شد، از طرف اهالی لاهیجان و لنگرود عضویت داشت.
او دارای ۵ فرزند بود که فرزند ارشد او عباس لاهیجی بود

## منبع
1. ↑  «مرکز پژوهشها - دبیررسائل لاهیجی». بایگانی‌شده از اصلی در ۱۰ نوامبر ۲۰۱۳. دریافت‌شده در ۷ مه ۲۰۱۲.